# Sportivi con il maggior numero di medaglie olimpiche
In questa pagina sono riportati gli sportivi che hanno vinto il maggior numero di medaglie olimpiche.
Il nuotatore statunitense Michael Phelps è lo sportivo più medagliato con 28 medaglie, record battuto inizialmente ai Giochi olimpici di Londra 2012 e poi migliorato a Rio de Janeiro 2016, con cui migliorò il precedente primato della ginnasta sovietica Larisa Latynina (18 medaglie). La sciatrice Marit Bjørgen è invece la più medagliata ai Giochi invernali con 15 medaglie.
Phelps detiene anche il record di medaglie individuali (16) e condivide con il ginnasta sovietico Aleksandr Ditjatin quello del maggior numero di medaglie ottenute in una singola edizione (8).
Gli sportivi più medagliati in una singola specialità individuale sono invece l'italiano Armin Zöggeler, che ha ottenuto nello slittino 6 medaglie olimpiche dal 1994 al 2014, e la tedesca Isabell Werth, che ha ottenuto nell'equitazione 6 medaglie olimpiche dal 1992 al 2024.

## Lista dei plurimedagliati

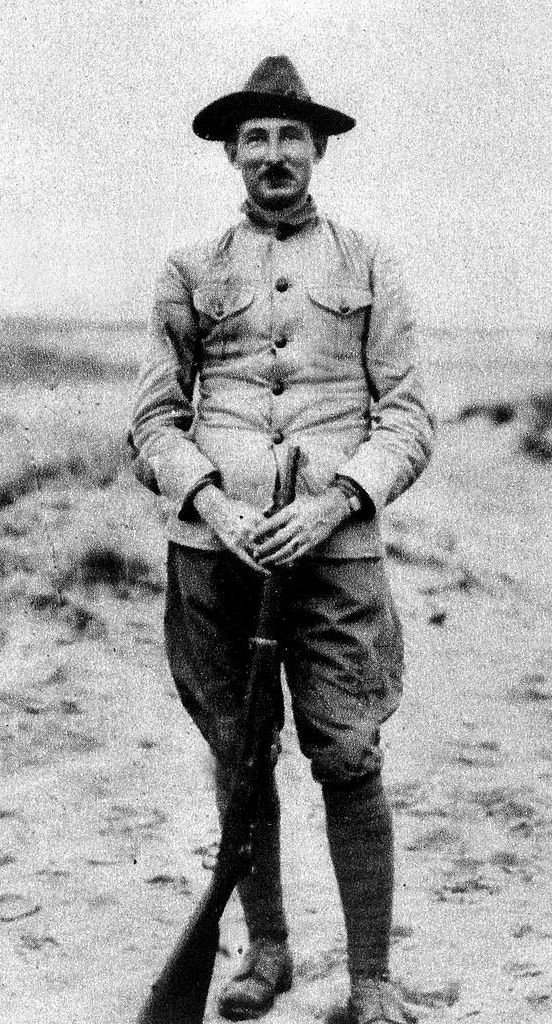
Carl Osburn.

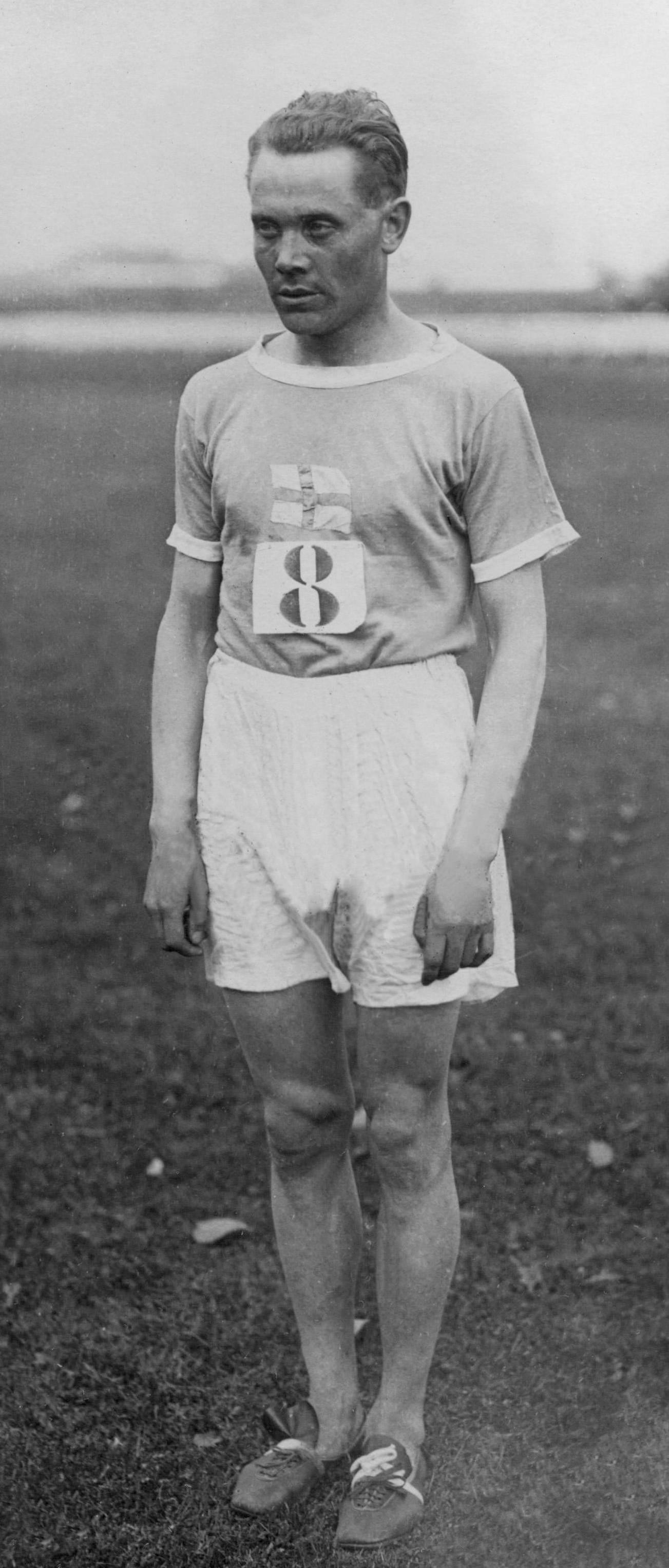
Paavo Nurmi.

| #  | Sportivo              | Sport                   | Anni      | Giochi    | Sesso | Oro | Argento | Bronzo | Totale |
| -- | --------------------- | ----------------------- | --------- | --------- | ----- | --- | ------- | ------ | ------ |
| 1  | Michael Phelps        | Nuoto                   | 2004-2016 | estivi    | M     | 23  | 3       | 2      | 28     |
| 2  | Larisa Latynina       | Ginnastica artistica    | 1956-1964 | estivi    | F     | 9   | 5       | 4      | 18     |
| 3  | Marit Bjørgen         | Sci di fondo            | 2002-2018 | invernali | F     | 8   | 4       | 3      | 15     |
| 4  | Nikolaj Andrianov     | Ginnastica artistica    | 1972-1980 | estivi    | M     | 7   | 5       | 3      | 15     |
| 5  | Katie Ledecky         | Nuoto                   | 2012-2024 | estivi    | F     | 9   | 4       | 1      | 14     |
| 6  | Isabell Werth         | Equitazione             | 1992-2024 | estivi    | F     | 8   | 6       | 0      | 14     |
| 7  | Emma McKeon           | Nuoto                   | 2016-2024 | estivi    | F     | 6   | 3       | 5      | 14     |
| 8  | Ole Einar Bjørndalen  | Biathlon                | 1998-2014 | invernali | M     | 8   | 4       | 1      | 13     |
| 9  | Boris Šachlin         | Ginnastica artistica    | 1956-1964 | estivi    | M     | 7   | 4       | 2      | 13     |
| 10 | Edoardo Mangiarotti   | Scherma                 | 1936-1960 | estivi    | M     | 6   | 5       | 2      | 13     |
| 10 | Ireen Wüst            | Pattinaggio di velocità | 2006-2022 | invernali | F     | 6   | 5       | 2      | 13     |
| 12 | Takashi Ono           | Ginnastica artistica    | 1952-1964 | estivi    | M     | 5   | 4       | 4      | 13     |
| 13 | Paavo Nurmi           | Atletica leggera        | 1920-1928 | estivi    | M     | 9   | 3       | 0      | 12     |
| 14 | Birgit Fischer        | Canoa                   | 1980-2004 | estivi    | F     | 8   | 4       | 0      | 12     |
| 14 | Bjørn Dæhlie          | Sci di fondo            | 1992-1998 | invernali | M     | 8   | 4       | 0      | 12     |
| 16 | Jenny Thompson        | Nuoto                   | 1992-2004 | estivi    | F     | 8   | 3       | 1      | 12     |
| 16 | Sawao Katō            | Ginnastica artistica    | 1968-1976 | estivi    | M     | 8   | 3       | 1      | 12     |
| 18 | Ryan Lochte           | Nuoto                   | 2004-2016 | estivi    | M     | 6   | 3       | 3      | 12     |
| 19 | Dara Torres           | Nuoto                   | 1984-2008 | estivi    | F     | 4   | 4       | 4      | 12     |
| 20 | Aleksej Nemov         | Ginnastica artistica    | 1996-2000 | estivi    | M     | 4   | 2       | 6      | 12     |
| 21 | Natalie Coughlin      | Nuoto                   | 2004-2012 | estivi    | F     | 3   | 4       | 5      | 12     |
| 22 | Mark Spitz            | Nuoto                   | 1968-1972 | estivi    | M     | 9   | 1       | 1      | 11     |
| 23 | Matt Biondi           | Nuoto                   | 1984-1992 | estivi    | M     | 8   | 2       | 1      | 11     |
| 24 | Věra Čáslavská        | Ginnastica artistica    | 1960-1968 | estivi    | F     | 7   | 4       | 0      | 11     |
| 25 | Allyson Felix         | Atletica leggera        | 2004-2020 | estivi    | F     | 7   | 3       | 1      | 11     |
| 26 | Viktor Čukarin        | Ginnastica artistica    | 1952-1956 | estivi    | M     | 7   | 3       | 1      | 11     |
| 27 | Simone Biles          | Ginnastica artistica    | 2016-2024 | estivi    | F     | 7   | 2       | 2      | 11     |
| 28 | Carl Osburn           | Tiro                    | 1912-1924 | estivi    | M     | 5   | 4       | 2      | 11     |
| 29 | Arianna Fontana       | Short track             | 2006-2022 | invernali | F     | 2   | 4       | 5      | 11     |
| 30 | Caeleb Dressel        | Nuoto                   | 2016-2024 | estivi    | M     | 9   | 1       | 0      | 10     |
| 30 | Carl Lewis            | Atletica leggera        | 1984-1996 | estivi    | M     | 9   | 1       | 0      | 10     |
| 32 | Aladár Gerevich       | Scherma                 | 1932-1960 | estivi    | M     | 7   | 1       | 2      | 10     |
| 33 | Akinori Nakayama      | Ginnastica artistica    | 1968-1972 | estivi    | M     | 6   | 2       | 2      | 10     |
| 34 | Vital' Ščėrba         | Ginnastica artistica    | 1992-1996 | estivi    | M     | 6   | 0       | 4      | 10     |
| 35 | Ágnes Keleti          | Ginnastica artistica    | 1952-1956 | estivi    | F     | 5   | 3       | 2      | 10     |
| 35 | Gary Hall Jr.         | Nuoto                   | 1996-2004 | estivi    | M     | 5   | 3       | 2      | 10     |
| 37 | Polina Astachova      | Ginnastica artistica    | 1956-1964 | estivi    | F     | 5   | 2       | 3      | 10     |
| 38 | Raisa Smetanina       | Sci di fondo            | 1976-1992 | invernali | F     | 4   | 5       | 1      | 10     |
| 39 | Allison Schmitt       | Nuoto                   | 2008-2020 | estivi    | F     | 4   | 3       | 3      | 10     |
| 40 | Aleksandr Ditjatin    | Ginnastica artistica    | 1976-1980 | estivi    | M     | 3   | 6       | 1      | 10     |
| 41 | Stefania Belmondo     | Sci di fondo            | 1992-2002 | invernali | F     | 2   | 3       | 5      | 10     |
| 41 | Zhang Yufei           | Nuoto                   | 2020-2024 | estivi    | M     | 2   | 3       | 5      | 10     |
| 43 | Franziska van Almsick | Nuoto                   | 1992-2004 | estivi    | F     | 0   | 4       | 6      | 10     |

### Cronologia
| Totale | Sportivo                   | Data             | Sport                | Giochi | Sesso |
| ------ | -------------------------- | ---------------- | -------------------- | ------ | ----- |
| 1      | James Connolly             | 6 aprile 1896    | Atletica leggera     | estivi | M     |
| 1      | Alexandros Touferis        | 6 aprile 1896    | Atletica leggera     | estivi | M     |
| 1      | Ioannis Persakis           | 6 aprile 1896    | Atletica leggera     | estivi | M     |
| 1      | Bob Garrett                | 6 aprile 1896    | Atletica leggera     | estivi | M     |
| 1      | Panagiōtīs Paraskeuopoulos | 6 aprile 1896    | Atletica leggera     | estivi | M     |
| 1      | Sotirios Versis            | 6 aprile 1896    | Atletica leggera     | estivi | M     |
| 2      | Bob Garrett                | 7 aprile 1896    | Atletica leggera     | estivi | M     |
| 2      | James Connolly             | 7 aprile 1896    | Atletica leggera     | estivi | M     |
| 3      | Bob Garrett                | 9 aprile 1896    | Atletica leggera     | estivi | M     |
| 3      | Carl Schuhmann             | 9 aprile 1896    | Atletica leggera     | estivi | M     |
| 4      | Hermann Weingärtner        | 9 aprile 1896    | Ginnastica artistica | estivi | M     |
| 5      | Hermann Weingärtner        | 9 aprile 1896    | Ginnastica artistica | estivi | M     |
| 6      | Hermann Weingärtner        | 9 aprile 1896    | Ginnastica artistica | estivi | M     |
| 6      | Bob Garrett                | 16 luglio 1900   | Atletica leggera     | estivi | M     |
| 6      | Burton Downing             | 5 agosto 1904    | Ciclismo             | estivi | M     |
| 6      | Ray Ewry                   | 3 settembre 1904 | Atletica leggera     | estivi | M     |
| 7      | Ray Ewry                   | 20 luglio 1908   | Atletica leggera     | estivi | M     |
| 8      | Ray Ewry                   | 23 luglio 1908   | Atletica leggera     | estivi | M     |
| 8      | Carl Osburn                | 29 luglio 1920   | Tiro                 | estivi | M     |
| 9      | Carl Osburn                | 30 luglio 1920   | Tiro                 | estivi | M     |
| 10     | Carl Osburn                | 31 luglio 1920   | Tiro                 | estivi | M     |
| 11     | Carl Osburn                | 27 giugno 1924   | Tiro                 | estivi | M     |
| 11     | Paavo Nurmi                | 3 agosto 1928    | Atletica leggera     | estivi | M     |
| 12     | Paavo Nurmi                | 4 agosto 1928    | Atletica leggera     | estivi | M     |
| 12     | Edoardo Mangiarotti        | 2 settembre 1960 | Scherma              | estivi | M     |
| 13     | Edoardo Mangiarotti        | 9 settembre 1960 | Scherma              | estivi | M     |
| 13     | Larisa Latynina            | 21 ottobre 1964  | Ginnastica artistica | estivi | F     |
| 14     | Larisa Latynina            | 21 ottobre 1964  | Ginnastica artistica | estivi | F     |
| 15     | Larisa Latynina            | 22 ottobre 1964  | Ginnastica artistica | estivi | F     |
| 16     | Larisa Latynina            | 22 ottobre 1964  | Ginnastica artistica | estivi | F     |
| 17     | Larisa Latynina            | 23 ottobre 1964  | Ginnastica artistica | estivi | F     |
| 18     | Larisa Latynina            | 23 ottobre 1964  | Ginnastica artistica | estivi | F     |
| 18     | Michael Phelps             | 31 luglio 2012   | Nuoto                | estivi | M     |
| 19     | Michael Phelps             | 31 luglio 2012   | Nuoto                | estivi | M     |
| 20     | Michael Phelps             | 2 agosto 2012    | Nuoto                | estivi | M     |
| 21     | Michael Phelps             | 3 agosto 2012    | Nuoto                | estivi | M     |
| 22     | Michael Phelps             | 4 agosto 2012    | Nuoto                | estivi | M     |
| 23     | Michael Phelps             | 7 agosto 2016    | Nuoto                | estivi | M     |
| 24     | Michael Phelps             | 9 agosto 2016    | Nuoto                | estivi | M     |
| 25     | Michael Phelps             | 9 agosto 2016    | Nuoto                | estivi | M     |
| 26     | Michael Phelps             | 11 agosto 2016   | Nuoto                | estivi | M     |
| 27     | Michael Phelps             | 12 agosto 2016   | Nuoto                | estivi | M     |
| 28     | Michael Phelps             | 13 agosto 2016   | Nuoto                | estivi | M     |

## Lista dei plurimedagliati in eventi individuali
| #  | Sportivo                  | Sport                   | Anni       | Giochi    | Sesso | Oro | Argento | Bronzo | Totale |
| -- | ------------------------- | ----------------------- | ---------- | --------- | ----- | --- | ------- | ------ | ------ |
| 1  | Michael Phelps            | Nuoto                   | 2004-2016  | estivi    | M     | 13  | 2       | 1      | 16     |
| 2  | Larisa Latynina           | Ginnastica artistica    | 1956-1964  | estivi    | F     | 6   | 5       | 3      | 14     |
| 3  | Nikolaj Andrianov         | Ginnastica artistica    | 1972-1980  | estivi    | M     | 6   | 3       | 3      | 12     |
| 4  | Katie Ledecky             | Nuoto                   | 2012-2024  | estivi    | M     | 8   | 1       | 1      | 10     |
| 5  | Boris Šachlin             | Ginnastica artistica    | 1956-1964  | estivi    | M     | 6   | 2       | 2      | 10     |
| 6  | Ireen Wüst                | Pattinaggio di velocità | 2006-2022  | invernali | F     | 5   | 4       | 1      | 10     |
| 7  | Marit Bjørgen             | Sci di fondo            | 2002-2018  | invernali | F     | 5   | 3       | 2      | 10     |
| 8  | Takashi Ono               | Ginnastica artistica    | 1952-1964  | estivi    | M     | 3   | 3       | 4      | 10     |
| 9  | Aleksej Nemov             | Ginnastica artistica    | 1996-2000  | estivi    | M     | 3   | 2       | 5      | 10     |
| 10 | Paavo Nurmi               | Atletica leggera        | 1920-1928  | estivi    | M     | 6   | 3       | 0      | 9      |
| 10 | Bjørn Dæhlie              | Sci di fondo            | 1992-1998  | invernali | M     | 6   | 3       | 0      | 9      |
| 12 | Viktor Čukarin            | Ginnastica artistica    | 1952-1956  | estivi    | M     | 5   | 3       | 1      | 9      |
| 12 | Sawao Katō                | Ginnastica artistica    | 1968-1976  | estivi    | M     | 5   | 3       | 1      | 9      |
| 12 | Ole Einar Bjørndalen      | Biathlon                | 1998-2014  | invernali | M     | 5   | 3       | 1      | 9      |
| 15 | Vital' Ščėrba             | Ginnastica artistica    | 1992-1996  | estivi    | M     | 5   | 0       | 4      | 9      |
| 16 | Ray Ewry                  | Atletica leggera        | 1900-1908  | estivi    | M     | 8   | 0       | 0      | 8      |
| 17 | Věra Čáslavská            | Ginnastica artistica    | 1960-1968  | estivi    | F     | 7   | 1       | 0      | 8      |
| 17 | Carl Lewis                | Atletica leggera        | 1984-1996  | estivi    | M     | 7   | 1       | 0      | 8      |
| 19 | Simone Biles              | Ginnastica artistica    | 2016-2024  | estivi    | M     | 5   | 1       | 2      | 8      |
| 20 | Akinori Nakayama          | Ginnastica artistica    | 1968-1972  | estivi    | M     | 4   | 2       | 2      | 8      |
| 20 | Kjetil André Aamodt       | Sci alpino              | 1992-2006  | invernali | F     | 4   | 2       | 2      | 8      |
| 20 | Claudia Pechstein         | Pattinaggio di velocità | 1992-2006  | invernali | F     | 4   | 2       | 2      | 8      |
| 23 | Karin Enke                | Pattinaggio di velocità | 1980-1988  | invernali | F     | 3   | 4       | 1      | 8      |
| 23 | Gunda Niemann-Stirnemann  | Pattinaggio di velocità | 1992-1998  | invernali | F     | 3   | 4       | 1      | 8      |
| 25 | Aleksandr Ditjatin        | Ginnastica artistica    | 1976-1980  | estivi    | M     | 2   | 5       | 1      | 8      |
| 26 | Clas Thunberg             | Pattinaggio di velocità | 1924-1928  | invernali | M     | 5   | 1       | 1      | 7      |
| 26 | Gert Fredriksson          | Canoa/kayak             | 1948-1960  | estivi    | M     | 5   | 1       | 1      | 7      |
| 26 | Nadia Comăneci            | Ginnastica artistica    | 1976-1980  | estivi    | F     | 5   | 1       | 1      | 7      |
| 26 | Krisztina Egerszegi       | Nuoto                   | 1988-1996  | estivi    | F     | 5   | 1       | 1      | 7      |
| 30 | Ljubov' Egorova           | Sci di fondo            | 1992-1994  | invernali | F     | 4   | 3       | 0      | 7      |
| 31 | Ivar Ballangrud           | Pattinaggio di velocità | 1928-1936  | invernali | M     | 4   | 2       | 1      | 7      |
| 32 | Sixten Jernberg           | Sci di fondo            | 1956-1964  | invernali | M     | 3   | 3       | 1      | 7      |
| 33 | Michail Voronin           | Ginnastica artistica    | 1968-1972  | estivi    | M     | 2   | 4       | 1      | 7      |
| 33 | Raisa Smetanina           | Pattinaggio di velocità | 1976-1992  | invernali | F     | 2   | 4       | 1      | 7      |
| 33 | Kirsty Coventry           | Nuoto                   | 2004-2008  | estivi    | F     | 2   | 4       | 1      | 7      |
| 36 | Stefania Belmondo         | Sci di fondo            | 1992-2002  | invernali | F     | 2   | 3       | 2      | 7      |
| 37 | Ryan Lochte               | Nuoto                   | 2004-2012  | estivi    | M     | 2   | 2       | 3      | 7      |
| 37 | Arianna Fontana           | Short track             | 2006-20222 | invernali | F     | 2   | 2       | 3      | 7      |
| 39 | Andrea Ehrig-Mitscherlich | Pattinaggio di velocità | 1976-1988  | invernali | F     | 1   | 5       | 1      | 7      |
| 40 | Merlene Ottey             | Atletica leggera        | 1980-2000  | estivi    | F     | 0   | 2       | 5      | 7      |

## Lista dei plurimedagliati in una singola edizione
| #  | Sportivo           | Sport                | Anni | Giochi | Sesso | Oro | Argento | Bronzo | Totale |
| -- | ------------------ | -------------------- | ---- | ------ | ----- | --- | ------- | ------ | ------ |
| 1  | Michael Phelps     | Nuoto                | 2008 | estivi | M     | 8   | 0       | 0      | 8      |
| 2  | Michael Phelps     | Nuoto                | 2004 | estivi | M     | 6   | 0       | 2      | 8      |
| 3  | Aleksandr Ditjatin | Ginnastica artistica | 1980 | estivi | M     | 3   | 4       | 1      | 8      |
| 4  | Mark Spitz         | Nuoto                | 1972 | estivi | M     | 7   | 0       | 0      | 7      |
| 5  | Willis Lee         | Tiro                 | 1920 | estivi | M     | 5   | 1       | 1      | 7      |
| 5  | Matt Biondi        | Nuoto                | 1988 | estivi | M     | 5   | 1       | 1      | 7      |
| 7  | Boris Šachlin      | Ginnastica artistica | 1960 | estivi | M     | 4   | 2       | 1      | 7      |
| 7  | Nikolaj Andrianov  | Ginnastica artistica | 1976 | estivi | M     | 4   | 2       | 1      | 7      |
| 9  | Lloyd Spooner      | Tiro                 | 1920 | estivi | M     | 4   | 1       | 2      | 7      |
| 10 | Emma McKeon        | Nuoto                | 2020 | estivi | F     | 4   | 0       | 3      | 7      |

## Lista dei plurimedagliati in una singola specialità individuale
| # | Sportivo          | Sport                   | Disciplina           | Anni      | Giochi    | Sesso | Oro | Argento | Bronzo | Totale |
| - | ----------------- | ----------------------- | -------------------- | --------- | --------- | ----- | --- | ------- | ------ | ------ |
| 1 | Armin Zöggeler    | Slittino                | Singolo              | 1994-2014 | invernali | M     | 2   | 1       | 3      | 6      |
| 2 | Isabell Werth     | Equitazione             | Dressage individuale | 1992-2024 | estivi    | F     | 1   | 5       | 0      | 6      |
| 3 | Georg Hackl       | Slittino                | Singolo              | 1988-2002 | invernali | M     | 3   | 2       | 0      | 5      |
| 3 | Ralf Schumann     | Tiro a segno            | Pistola 25 m         | 1988-2008 | estivi    | M     | 3   | 2       | 0      | 5      |
| 5 | Claudia Pechstein | Pattinaggio di velocità | 5000 m               | 1992-2006 | invernali | F     | 3   | 1       | 1      | 5      |
| 5 | Valentina Vezzali | Scherma                 | Fioretto             | 1996-2012 | estivi    | F     | 3   | 1       | 1      | 5      |
| 5 | Ireen Wüst        | Pattinaggio di velocità | 1500 m               | 2006-2022 | invernali | F     | 3   | 1       | 1      | 5      |
| 8 | Ryōko Tamura      | Judo                    | 48 kg                | 1992-2008 | estivi    | F     | 2   | 2       | 1      | 5      |
| 8 | Michal Martikán   | Canoa                   | C1 slalom            | 1996-2012 | estivi    | M     | 2   | 2       | 1      | 5      |